# National Parks Conservation Association
National Parks Conservation Association (NPCA, en español: Asociación para la Conservación de Parques nacionales) es la única organización independiente dedicada exclusivamente a la promoción en nombre del Sistema de Parques Nacionales de los Estados Unidos. Su misión es «proteger y mejorar el Sistema de Parques Nacionales de los para las generaciones presentes y futuras». 

## Historia
Fundada en 1919 como National Parks Association o NPA (Asociación de Parques nacionales), fue diseñada para ser un observador ciudadano para el Servicio de Parques Nacionales (NPS), creado en 1916. Stephen Mather, primer director del Servicio de Parques Nacionales, fue uno de los fundadores del NPA, y Robert Sterling Yard, el primer empleado. Aunque Yard recibió apoyo financiero personal de Mather, a menudo no estaban de acuerdo en asuntos relacionados con el desarrollo de los parques. Debido a su poscicionamiento fuertemente preservacionista, Yard se opuso a la comercialización de los parques, como ofrecer conciertos de jazz y espectáculos con osos en el Parque nacional de Yosemite.
La asociación se resistió a los esfuerzos comerciales en los parques nacionales, como por ejemplo: la construcción de represas, la minería, la tala y la caza. En 1970 cambió su nombre por el de National Parks and Conservation Association (Asociación de Parques nacionales y Conservación ), en respuesta al surgimiento de una nueva gama de asuntos en materia ambiental, que eran el foco de la atención nacional y que incluían la contaminación atmosférica y del agua. El nombre fue cambiado nuevamente en el año 2000 y se denominó National Parks Conservation Association (Asociación para la Conservación de Parques nacionales).

## La NPCA
Dirigida por Tom Kiernan, el área de trabajo de la NPCA es el interior y los alrededores de los parques nacionales, realizar investigación y trabajar mano a mano con el personal del Servicio de Parques Nacionales, líderes comunitarios, defensores de los parques y legisladores estatales y federales para asegurar que los parques sean acogedores, estén bien financiados, administrados y protegidos para las generaciones presentes y futuras. 
La NPCA cuenta con 22 oficinas regionales y locales en todo el Estados Unidos. Publica una revista trimestral, National Parks, que se distribuye principalmente a sus miembros. 

## Intereses y acciones
De forma rutinaria el NPCA emite informes sobre el estado de algunos parques, junto con informes específicos en algunos temas.
Protect the Air We Breathe: An Agenda for Clean Air, It's Time to Act on Air Pollution (Proteger el aire que respiramos: Un programa de Aire Limpio, es hora de actuar sobre la contaminación atmosférica) es una revisión del impacto de la contaminación atmosférica en los parques nacionales. Encontraron que 150 de los 391 parques en el Sistema de Parques Nacionales, cuentan con aire que no cumple las normas nacionales de salud. El aire contaminado puede reducir la visibilidad en la Blue Ridge Parkway y el Parque nacional Acadia, donde la visibilidad estimada natural es de 110 millas, pero la mayoría de los días es de sólo 33 millas. La contaminación atmosférica es un riesgo para la salud de las plantas, los animales y los visitantes y puede dañar a los edificios y a los recursos culturales.
Climate Change and National Park Wildlife, A Survival Guide for a Warming World (Cambio climático y la vida silvestre en los parques nacionales, una guía para un mundo en calentamiento) es un resumen de cinco pasos para reducir el impacto del cambio climático en los parques nacionales. Los árboles nativos y los animales están en riesgo con los cambios de temperatura y los patrones climáticos alteran sus necesidades básicas de alimento, agua y refugio. Los cambios ocurren más rápido que el ritmo de la capacidad de adaptación animal.